# Solignac-sous-Roche
Solignac-sous-Roche is een gemeente in het Franse departement Haute-Loire (regio Auvergne-Rhône-Alpes) en telt 195 inwoners (2004). De plaats maakt deel uit van het arrondissement Yssingeaux.

## Geografie
De oppervlakte van Solignac-sous-Roche bedraagt 8,6 km², de bevolkingsdichtheid is 22,7 inwoners per km².
De onderstaande kaart toont de ligging van Solignac-sous-Roche met de belangrijkste infrastructuur en aangrenzende gemeenten.

## Demografie
Onderstaande figuur toont het verloop van het inwonertal (bron: INSEE-tellingen).